# Female Trouble
Female Trouble ist ein 1974 von John Waters gedrehter US-amerikanischer Spielfilm.

## Handlung
Die USA im Jahr 1960: Die egozentrische Jugendliche Dawn Davenport liegt ständig im Streit mit Eltern und Lehrern. Sie wünscht sich zu Weihnachten sogenannte „Cha-cha-Heels“ – Schuhe mit besonders hohem Absatz. Da ihre spießigen Eltern diese allerdings für unanständig halten, warten unter dem Weihnachtsbaum nur Pantoffeln auf Dawn. Die stößt daraufhin wutentbrannt ihre Mutter in den Weihnachtsbaum, verflucht ihren Vater und flüchtet aus dem Haus. Dawn ist gezwungen, per Anhalter zu reisen, und wird auf einer Fahrt von dem Handwerker Earl (der wie Dawn auch von Divine gespielt wird) vergewaltigt. Als sie schwanger wird, ruft sie Earl an und versucht ihn zu erpressen, der aber nur sagt, dass sie verschwinden solle. Als alleinerziehende Mutter hält sich Dawn in den folgenden Jahren mit Jobs in einem Hamburgerrestaurant und als Stripperin über Wasser. Mit ihren alten Highschool-Freundinnen Chiclette und Concetta unternimmt sie gelegentlich Diebstähle.
Dawns Leben ändert sich, als sie eines Tages den Schönheitssalon Lipstick Beauty Salon in Baltimore betritt. Der dortige Friseur Gater Nelson wird schließlich ihr Ehemann. Nach einigen Jahren, es sind die 1970er-Jahre angebrochen und Dawns Tochter Taffy ist inzwischen ein Teenager, geht allerdings die Ehe mit Gater in die Brüche. Die Besitzer des Schönheitssalons, das vollkommen verrückte Ehepaar Dasher, ist von dem Glauben besessen, dass Schönheit und Verbrechen unbedingt miteinander verbunden gehören. Sie finden plötzlich in Dawn ihr Idealbild und versuchen sie zu einem Star aufzubauen. Dawn nutzt ihre neu gewonnene Machtposition in dem Schönheitssalon und lässt Gater dort feuern, der daraufhin gebrochenen Herzens nach Chicago wegzieht. Ida Nelson, die lesbische Tante von Gater, entstellt daraufhin mit Säure das Gesicht von Dawn – die Entstellung macht sie in den Augen der Dashers allerdings nur noch schöner. Tante Ida wird von den Dashers in einen Käfig gesperrt, wo sie später von Dawn nach Belieben gequält wird und einen Arm abgehackt bekommt.
Taffy liefert sich unterdessen immer mehr Streitereien mit ihrer lieblosen und kriminellen Mutter. Sie nimmt Kontakt zu ihrem Vater Earl auf, der sie allerdings wenig väterlich aufnimmt und sie im betrunkenen Zustand vergewaltigen will, worauf Taffy ihn in Notwehr ersticht. Unterdessen plant Dawn, inzwischen durch die Dashers in ein exotisches Aussehen verwandelt, ihre erste Bühnenshow, die sie zum Star machen soll. Vor der Show erscheint Taffy, die inzwischen zur Hare-Krishna-Sekte übergetreten ist und heimlich Tante Ida aus ihrem Käfig freigelassen hat, und fordert ihre Mutter zur Bekehrung auf. Vor den begeisterten Augen der Dashers und ihrer Freunde würgt Dawn ihre Tochter zu Tode. In der anschließenden Bühnenshow stellt sie die Frage, wer für Berühmtheit sterben wolle, und schießt mit einer Pistole wahllos in das Publikum.
Dawn wird verhaftet und wegen Mordes vor Gericht gestellt. Die Dashers lassen sich für ihre belastenden Aussagen als Kronzeugen juristische Immunität zusagen, während sie Tante Ida Schmiergeld geben, damit diese ebenfalls den Mund hält. Während Dawns Anwalt auf Freispruch wegen Wahnsinns plädiert, verurteilen die Geschworenen sie schließlich zum Tod auf dem elektrischen Stuhl. Im Gefängnis beginnt Dawn eine Beziehung mit der Gefangenen Ernestine, die ernsthaft um sie besorgt ist – doch Dawn erinnert sie nur daran, dass Ernestine nach ihrem Hinrichtungstod Bücher und Interviews über ihre Beziehung zu ihr, der berühmten Kriminellen, geben könne. Dawn dankt ihren Fans, bevor sie mit ihrem Tod auf dem elektrischen Stuhl ihre letzte große Show abliefert.

## Hintergrund
Female Trouble wurde mit einem Budget von rund 25.000 Dollar gedreht, wobei viele Mitglieder der Besetzung und der Filmcrew bereits bei vergangenen Filmprojekten wie Multiple Maniacs und Pink Flamingos mit Waters zusammengearbeitet hatten.

## Kritiken
Female Trouble wird bei vielen Filmkritikern als Magnum Opus von John Waters gesetzt, er selbst äußerte, dass es seiner Meinung nach sein bestes Frühwerk sei. Der Variety schrieb 1974, dass der Film ein „wahres Original“ sei. Waters habe das Maximum aus dem niedrigen Budget rausgeholt und filmisch sei Female Trouble in Sets, Belichtung, Kameraarbeit, Schnitt und Ton dem Vorgängerfilm Pink Flamingos überlegen. Der Filmkritiker Rex Reed schrieb: „Wo kommen diese Leute her? Wo gehen sie hin, wenn die Sonne untergeht? Ist da kein Gesetz oder sowas?“. Waters druckte diesen Satz aus Reeds Rezension auf Werbeplakaten des Filmes ab.
Film & Wahnsinn schreibt zu dem Film: „Schrille Anarcho-Satire von enfant terrible John Waters! Wie schon seine Vorgängerfilme auf absolutem No Bugdet-Level gedreht, lässt der Regisseur auch diesmal keine Gelegenheit aus, um Tabus zu brechen: Der Wahn auf Schlankheit und Schönheit bekommt hier genauso sein Fett weg wie der American Way of Life“. Der Filmdienst notierte: „Ohne Rücksicht auf gesellschaftliche Tabus eine bewusst geschmacklose, laute und zynische Underground-Satire auf die Fetische von Jugend, Schönheit und Schlankheit.“